# Симидзу, Пилар
Пилар Симидзу (англ. Pilar Shimizu; род. 27 мая 1996, Тамунинг) — гуамская пловчиха. Участница Олимпийских игр.

## Биография
Пилар Симидзу научилась плавать в четырёхлетнем возрасте, а заниматься плаваньем начала в семилетнем возрасте. Первым её достижением стала бронзовая медаль на чемпионате Океании 2010, который проходил в Апиа. Бронза на стометровке брассом стала первой медалью в истории Гуама на чемпионатах Океании. Через два года Симидзу завоевала две бронзы на стометровке и на дистанции в два раза короче.
На Олимпиаде в Лондоне Пилар Симидзу выступала в одном виде — на стометровке брассом. Дистанцию своего заплыва она преодолела за 1.15,76, став второй в своём заплыве и 42-й в общем зачете (из 46 спортсменок). Показанное время превзошло результат национального рекорда Гуама, который был установлен на Олимпиаде в Барселоне и простоял 20 лет.